# Tage Andersen
Tage Andersen, född 29 mars 1947 i Thy, är en dansk blomsterkonstnär.
Tage Andersen är utbildad konditor, men hamnade i blomsterbranschen 1967, då han övertog en butik i Kjellerup. Senare flyttade han till Viborg, och frilansade över hela Danmark. År 1973 flyttade han till Köpenhamn, där han 1976 övertog Sven Schaumanns butik på Kongens Nytorv. Butiken flyttade 1987 till Ny Adelgade och bär idag Tage Andersens namn.
Som konstnär är han känd för sina säregna och ofta surrealistiska kompositioner, där han kombinerar material från naturen på ett nyskapande sätt. Han har ställt ut på Charlottenborg och Rosenborgs slott, samt 2002 på Statens Museum for Kunst. Han har även haft utställningar utanför Danmarks gränser. Andersen har också försökt sig på scenografi: 1990 i Herman Bang-uppsättningen Mellemakt på Det Ny Teater och 1995–1996 i H.C. Andersen på Gladsaxe Ny Teater. Han har också bistått drottning Margrethe II av Danmark och hennes hov med sina blommor.
År 1988 fick Andersen pris från Statens Kunstfond och 1998 mottog han Den Nordiske 
Tage Andersen köpte 2008 Gunillabergs säteri i Bottnaryd i Småland.